# Richard Markgren
Olof Richard Markgren (i riksdagen kallad Markgren i Burträsk), född 19 juni 1858 i Byske socken, Västerbottens län, död 8 januari 1928 i Burträsk, Västerbottens län, var en svensk kyrkoherde och riksdagsman.
Richard Markgren var kyrkoherde i Burträsks församling i Luleå stift. Han var ledamot av riksdagens första kammare 1909–1911.